# As-Sana
As-Sana (arab. السعنا) – wieś w Syrii, w muhafazie As-Suwajda. W 2004 roku liczyła 297 mieszkańców.